# 徐申錫
徐申錫（1827年—？），字叔成，號勉如，浙江平湖縣人。清朝政治人物。

## 生平
道光年間戶部侍郎徐士芬三子，中道光二十七年（1847年）丁未科進士二甲第十六名。改翰林院庶吉士，散館授編修。咸豐九年（1859年）充己未科順天鄉試同考官。同治二年（1863年）充教習庶吉士。同治五年（1866年）大考二等，擢為詹事府、右春坊右贊善，轉左贊善。因成史館考評保舉，開缺以知府任用，於是南下居於上海。因“怔忡”之疾病卒。光緒《平湖縣志》有傳。